# Gesetz über die Vereinheitlichung des Unterrichts
Das Gesetz über die Vereinheitlichung des Unterrichts ist ein türkisches Reformgesetz, mit dem alle Schulen und sonstigen Einrichtungen zur Bildung dem Ministerium für Nationale Erziehung untergeordnet wurden. Die Vereinheitlichung führte zur Schließung der Madāris und sollte das herrschende Chaos im Schulsystem beseitigen, dem Analphabetismus entgegenwirken und die „Erziehung zur Nation“ ermöglichen.
Das Gesetz vom 3. März 1924 trat am 6. März 1924 mit der Veröffentlichung im Amtsblatt in Kraft. Als Reformschutzgesetz steht es unter besonderem Schutz der Türkischen Verfassung (Art. 174).

## Nationale Erziehung
In Ankara  wurde am 16. Juli 1921 der Kongress zum Unterrichtswesen (Maarif Kongresi) eröffnet, bei dem Mustafa Kemal Pascha die Eröffnungsrede hielt. In dieser Rede erklärte der spätere Präsident der Republik die „nationale Erziehung“ folgendermaßen:

“Şimdiye kadar takip olunan tahsil ve terbiye usullerinin milletimizin tarih-i tedenniyatında en mühim bir âmil olduğu kanaatındayım. Onun için bir millî terbiye programından bahsederken, eski devrin hurafatından ve evsaf-ı fıtriyemizle hiç de münasebeti olmayan yabancı fikirlerden, şarktan ve garptan gelebilen bilcümle tesirlerden tamamen uzak, seciye-i milliye ve tarihiyemizle mütenasip bir kültür kastediyorum.”

„Ich bin der Ansicht, dass unsere bisherigen Unterrichts- und Erziehungsmethoden ein sehr wesentliches Moment für den allmählichen historischen Verfall unserer Nation sind. Wenn ich deshalb von einem nationalen Erziehungsprogramm spreche, so meine ich hiermit den Aufbau einer Kultur, die unserem nationalen Charakter und unserer Geschichte entspricht, die weit entfernt sind von den religiösen Fabeln früherer Zeiten, von fremden Ideen, die überhaupt keine Beziehung zu unseren natürlichen Eigenschaften haben, und von allen Einflüssen aus dem Osten oder Westen.“